# 鈴菜
鈴菜（すずな、1997年2月25日 - ）は、日本のモデル、タレント、レースクイーンである。

## 略歴・人物
4人姉妹の次女として神奈川県に生まれる。中学時代からモデル・タレント活動をしていたが、高校入学を機に活動を休止。その後2016年5月より アイズに所属しモデル活動を再開。事務所の先輩である熊江琉唯に続き、グッドスマイルレーシング 「レーシングミクサポーターズ」に加入。レースクイーンとなる。
2017年も引き続きレーシングミクサポーターズの一員としてRQ活動する傍ら、同年4月、なぎさデジナーレが選ぶ2代目「なぎさイメージガール」に選ばれる 。海のイメージガールにふさわしく、ライフセーバーの資格と、ダイビングの アドバンスドオープンウォーターの資格を持つ。
2017年8月に枻出版社「クラブ・ハーレー」のイメージキャラクターに就任。また、大型自動二輪の免許も取得した。
2018年は3年連続でレーシングミクサポーターズとして活動。芸名に名字がない女性が3年連続でミクサポメンバーを務めるケースは、2009年 - 2011年に務めたAYAMI以来となる。
2018年12月22日、GOODSMILE RACING ＆ TeamUKYO 2018年 忘年会にてレースクイーンを引退 。
2019年3月14日、「クラブハーレー」4月号発売を以て芸能界を引退 。

## 出演

### テレビ
- チバテレビ『元木大介のビジネス隠し球2017』（2017年4月 - ）MCアシスタントレギュラー
- 日本テレビ『Oha!4 NEWS LIVE』
- フジテレビ『キスマイBUSAIKU!?』
- テレビ東京『今から西野アナが行きますんで』

### 雑誌
- 週刊プレイボーイ 2017年17号[11]
- クラブ・ハーレー
- ギャルズパラダイス 2017年レースクイーンデビュー編 - 表紙・巻頭グラビア
- Carトップ 2018年2月号 表紙・巻頭インタビュー